# Чеканець (Кюстендильська область)
Чека́нець (болг. Чеканец) — село в Кюстендильській області Болгарії. Входить до складу общини Невестино.

## Населення
За даними перепису населення 2011 року у селі проживала 1 особа.
Розподіл населення за віком у 2011 році:
Динаміка населення: